# 谢尔希·斯卡琴科
谢尔希·斯卡琴科（1972年11月18日—），已退役的乌克兰足球运动员。他曾入選烏克蘭國家足球隊。退役後他前往莫斯科定居並且在一個足球學校當了一年半的教練。